# One from the Heart (album)
One from the Heart je soundtrack k filmu One from the Heart režiséra Francise Forda Coppoly. Autorem veškeré hudby i textů je hudebník Tom Waits, který je nahrál společně se zpěvačkou Crystal Gayle. Při nahrávání tohoto alba se Waits poprvé setkal se svou pozdější manželkou Kathleen Brennan. Soundtrack byl nominován na Oscara za nejlepší filmovou hudbu.

## Seznam skladeb
Autorem všech skladeb je Tom Waits.
| Pořadí | Název                                                                  | Délka |
| ------ | ---------------------------------------------------------------------- | ----- |
| 1.     | Opening Montage (Tom's Piano Intro/Once Upon a Town/The Wages of Love) | 5:16  |
| 2.     | Is There Any Way Out of This Dream?                                    | 2:13  |
| 3.     | Picking up After You                                                   | 3:54  |
| 4.     | Old Boyfriends                                                         | 5:53  |
| 5.     | Broken Bicycles                                                        | 2:53  |
| 6.     | I Beg Your Pardon                                                      | 4:26  |
| 7.     | Little Boy Blue                                                        | 3:43  |
| 8.     | Instrumental Montage (The Tango/Circus Girl)                           | 3:00  |
| 9.     | You Can't Unring a Bell                                                | 2:20  |
| 10.    | This One's from the Heart                                              | 5:45  |
| 11.    | Take Me Home                                                           | 1:37  |
| 12.    | Presents                                                               | 1:00  |

## Obsazení
- Bob Alcivar – klavír, orchestrální aranžmá, dirigent
- Ronnie Barron – varhany
- Dennis Budimir – kytara
- Larry Bunker – bicí
- Gene Cipriano – tenorsaxofon
- Greg Cohen – baskytara
- Teddy Edwards – tenorsaxofon
- Victor Feldman – tympány
- Chuck Findley – trubka
- Crystal Gayle – zpěv
- Dick Hyde – pozoun
- Pete Jolly – klavír, akordeon, celesta
- Gayle Levant – harfa
- John Lowe – dřevěné nástroje
- Shelly Manne – bicí
- Lonny Morgan – dřevěné nástroje
- Joe Porcaro – zvonkohra
- Emil Richards – vibrafon
- Jack Sheldon – trubka
- John Thomassie – perkuse
- Leslie Thompson – harmonika
- Tom Waits – zpěv, klavír, orchestrální aranžmá
- Don Waldrop – tuba